# Aadesh Shrivastava
Aadesh Srivastava, né le 4 septembre 1964 et mort le 5 septembre 2015, est un compositeur de musique et chanteur de musique indienne. Au cours de sa carrière, il avait composé la musique de plus de 100 films Hindi. Le lendemain de son 51e anniversaire, il meurt d'un cancer à l'hôpital Kokilaben,,.

## Carrière
Né dans une famille hindou Kayastha à Jabalpur, Shrivastava a obtenu sa première percée avec le film Kanyadaan en 1993. Parmi les chanteurs qui ont chanté dans ce film, il y avait Lata Mangeshkar qui a interprété sa première chanson - Oh Sajna Dilbar, un duo avec Udit Narayan qui est devenu populaire dans la radio. Mais le film et le reste des chansons sont passés inaperçus. La même chose est arrivée avec Jaane Tamanna, mais il a rebondi avec Aao Pyaar Karen. Une piste "Haathon Mein Aa Gaya Jo Kal" a été une réussite. Ses autres films sont Salma Pe Dil Aa Gaya et Shastra. Le top "Kya Ada Kya Jalwe Tere Paro" du film Shastra l'a obtenu sous les feux de la rampe encore une fois.
Shrivastava a chanté un certain nombre de tubes tels que "Sona sona", "Shava Shava", "Gustakhiyaan" et "Gur Nalon Ishq Mitha". Il a remporté des récompenses pour son travail dans Kunwara, Tarkieb et Shikari dans les années 2000. En 2001, son succès se poursuit avec le film Bas Itna Sa Khwaab Hai. En 2005, il était un juge sur le spectacle de recherche de talents Sa Re Ga Ma Pa Challenge 2005. L'année suivante il s'est tourné vers la direction avec son court-métrage sur la child prostitution, "Sanaa",. En 2009 il a fait un camée dans le film World Cupp 2011 et est retourné à la télévision en tant que juge sur Sa Re Ga Ma Pa Challenge 2009. Sa chanson semi-classique Mora Piya de Raajneeti devient un tube en 2010
Sur la scène internationale Shrivastava a collaboré avec des artistes tels que Akon, Julia Fordham et Wyclef Jean. Ensemble avec Akon, il a lancé une grande recherche de talents d'Inde sur le site web hitlab.com qui utilise la technologie d'analyse de musique pour prévoir le potentiel de tubes des nouvelles chansons. D'autres artistes internationaux avec qui il a collaboré incluent Dominic Miller, Shakira, et T-Pain.

## Vie personnelle
Shrivastava est marié à Vijayta Pandit, la sœur de Jatin Lalit et de l'actrice Sulakshana Pandit. Ils ont eu deux fils, nommés Anivesh et Avitesh. Son frère aîné, Chitresh Shrivastava, propriétaire de Eyeline Telefilm and Events, l'entreprise de gestion d'événements impliquée dans le Rahat Fateh Ali Khan black money incident. Chithresh est mort dans un accident de la route en 2011,,. Il a été diagnostiqué avec Multiple myeloma en décembre 2010 Et a subi la chimiothérapie.
Il a été de nouveau rapporté dans les médias le 31 août 2015 que son cancer est réapparu pour une troisième fois depuis 2010 et qu'il avait été hospitalisé pour plus d'un mois. Il est mort, dans un coma à 12:30 A.M. IST au Kokilaben Dhirubhai Ambani Hospital & Medical Research Institute, Mumbai, le 5 septembre 2015, un jour après son 51e anniversaire.

## Filmographie

### Musique de fond
- 2011 Angel
- 2009 Love Khichdi
- 2006 Rehguzar
- 2005 Paheli
- 2004 Garv: Pride and Honour
- 2004 Deewar - Let's Bring Our Heroes Home
- 2004 Lakeer – Forbidden Lines
- 2003 Zameen
- 2003 Jaal: The Trap
- 2003 LOC Kargil
- 2002 Yeh Hai Jalwa
- 2002 Humraaz
- 2001 Dil Ne Phir Yaad Kiya
- 2000 Refugee
- 2000 Khauff
- 2000 Badal
- 2000 Champion
- 1999 Haseena Maan Jaayegi
- 1999 Bade Dilwala
- 1998 Major Saab
- 1998 Dushman
- 1997 Border
- 1995 The Don
- 1995 Baazi
- 1990 Sailaab
- 1994 Masti

### Comme compositeur
- 2010 Jaan Tere Naam - Unreleased
- 2010 Mahayoddha Rama - Unreleased
- 2010 Mr. Tikdambaaz - Unreleased
- 2010 Mummyji - Unreleased
- 2011 Khuda Kasam
- 2010 Raajneeti
- 2009 World Cupp 2011
- 2009 Love Ka Tadka
- 2009 Anubhav
- 2008 Hari Puttar: A Comedy of Terrors
- 2007 Jahan Jaaeyega Hamen Paaeyega
- 2006 Dil Se Pooch Kidhar Jaana Hai
- 2006 Baabul
- 2006 Rehguzar
- 2006 Husn - Love & Betrayal
- 2006 Alag
- 2006 Saawan... The Love Season
- 2006 Chingaari
- 2006 Sandwich
- 2005 Apaharan
- 2004 Satya Bol
- 2004 Deewar - Let's Bring Our Heroes Home
- 2004 Dev[17]
- 2003 Baghban[17]
- 2003 Chalte Chatle[17]
- 2003 Kash Aap Hamare Hote
- 2003 Love at Times Square
- 2003 Surya
- 2002 Aanken
- 2002 Junoon
- 2001 Kabhi Khushi Kabhie Gham...
- 2001 Deewaanapan
- 2001 Rehnaa Hai Terre Dil Mein
- 2001 Dil Ne Phir Yaad Kiya
- 2001 Bas Itna Sa Khwaab Hai
- 2001 Uljhan
- 2001 Farz
- 2000 Shikari
- 2000 Joru Ka Ghulam
- 2000 Kunwara
- 2000 Sultaan
- 2000 Tarkieb
- 1999 International Khiladi
- 1999 Lal Baadshah
- 1999 Bade Dilwala
- 1999 Dahek
- 1998 Zulm-O-Sitam
- 1998 Angaaray
- 1998 Major Saab
- 1998 Deewana Hoon Pagal Nahi
- 1997 Bhai Bhai
- 1997 Salma Pe Dil Aa Gaya
- 1997 Humko Ishq Ne Mara
- 1996 Raja Ki Aayegi Baraat
- 1996 Shastra
- 1996 Dil Tera Deewana
- 1996 Apne Dum Par
- 1995 Ram Shastra
- 1995 Veergati
- 1995 Sauda
- 1994 Aao Pyaar Karen
- 1994 Masti
- 1991 Khatra

### Chanteur en playback
- 2010 Mummyji-Papaji - Unreleas
- 2010 Raajneeti
- 2008 Hari Puttar - A Comedy Of Terrors
- 2007 Jahan Jaaeyega Hamen Paaeyega
- 2006 Dil Se Pooch Kidhar Jaana Hai
- 2006 Baabul
- 2006 Rehguzar
- 2006 Husn - Love & Betrayal
- 2006 Alag
- 2006 Chingaari
- 2004 Dev
- 2003 Baghban
- 2002 Aankhen
- 2000 Joru Ka Ghulam
- 1999 Lal Baadshah
- 1998 Angaaray
- 1995 Veergati
- 1996 Sholay'......